# 코디 글래스
코디 글래스(영어: Cody Glass, 1999년 4월 1일~)는 캐나다의 아이스하키 선수로 포지션은 센터이다. 현재 내셔널 하키 리그(NHL)의 피츠버그 펭귄스 소속으로 뛰고 있다. 2017년 NHL 드래프트에서 전체 6위로 베이거스 골든 나이츠의 지명을 받았고 베이거스 골든 나이츠 역사상 최초의 NHL 드래프트 1라운드 지명자이다.
캐나다 아이스하키 국가대표팀의 일원으로 2023년 세계 선수권 대회에서 우승을 달성했다.